# Herľany
Herľany este o comună slovacă, aflată în districtul Košice-okolie din regiunea Košice. Localitatea se află la altitudinea de 361 m deasupra n.m., se întinde pe o suprafață de 9,91 km2 și în 2017 număra 297 de locuitori.

## Istoric
Localitatea Herľany este atestată documentar din 1487.

## Demografie
| An:                | 1994 | 2004   | 2014   | 2024   |
| ------------------ | ---- | ------ | ------ | ------ |
| Număr de persoane: | 292  | 287    | 285    | 286    |
| Diferență:         |      | −1,71% | −0,69% | +0,35% |

| An:                | 2023 | 2024   |
| ------------------ | ---- | ------ |
| Număr de persoane: | 276  | 286    |
| Diferență:         |      | +3,62% |